# Mistrzostwa Świata w Łyżwiarstwie Szybkim na Dystansach 2023
22. Mistrzostwa świata w łyżwiarstwie szybkim na dystansach – zawody w łyżwiarstwie szybkim, które odbyły się w dniach 2–5 marca 2023 roku na torze Thialf w holenderskim Heerenveen. Rozegranych zostało po osiem konkurencji dla kobiet i mężczyzn.

## Klasyfikacja medalowa
| Pozycja | Reprezentacja     | Złoto | Srebro | Brąz | Razem |
| 1.      | Holandia          | 7     | 7      | 3    | 17    |
| 2.      | Kanada            | 3     | 3      | 1    | 7     |
| 3.      | Stany Zjednoczone | 3     | 1      | 1    | 5     |
| 4.      | Norwegia          | 1     | 2      | 2    | 5     |
| 5.      | Włochy            | 1     | 1      | 1    | 3     |
| 6.      | Belgia            | 1     | 0      | 1    | 2     |
| 7.      | Japonia           | 0     | 1      | 3    | 4     |
| 8.      | Austria           | 0     | 1      | 0    | 1     |
| 9.      | Czechy            | 0     | 0      | 2    | 2     |
| 10.     | Chiny             | 0     | 0      | 1    | 1     |
| 10.     | Wielka Brytania   | 0     | 0      | 1    | 1     |
| Łącznie | Łącznie           | 16    | 16     | 16   | 48    |

## Medale
| Konkurencja      | Złoto                                                                    | Srebro                                                          | Brąz                                                                            |
| Kobiety          |                                                                          |                                                                 |                                                                                 |
| 500 metrów       | Femke Kok                                                                | Vanessa Herzog                                                  | Jutta Leerdam                                                                   |
| 1000 metrów      | Jutta Leerdam                                                            | Antoinette de Jong                                              | Miho Takagi                                                                     |
| 1500 metrów      | Antoinette de Jong                                                       | Ragne Wiklund                                                   | Miho Takagi                                                                     |
| 3000 metrów      | Ragne Wiklund                                                            | Irene Schouten                                                  | Martina Sáblíková                                                               |
| 5000 metrów      | Irene Schouten                                                           | Ragne Wiklund                                                   | Martina Sáblíková                                                               |
| Start masowy     | Marijke Groenewoud                                                       | Ivanie Blondin                                                  | Irene Schouten                                                                  |
| Bieg drużynowy   | Kanada · Ivanie Blondin · Valérie Maltais · Isabelle Weidemann           | Japonia · Momoka Horikawa · Sumire Kikuchi · Ayana Sato         | Stany Zjednoczone · Giorgia Birkeland · Brittany Bowe · Mia Kilburg             |
| Sprint drużynowy | Kanada · Ivanie Blondin · Carolina Hiller · Brooklyn McDougall           | Stany Zjednoczone · McKenzie Browne · Kimi Goetz · Erin Jackson | Chiny · Jin Jingzhu · Li Qishi · Zhang Lina                                     |
| Mężczyźni        |                                                                          |                                                                 |                                                                                 |
| 500 metrów       | Jordan Stolz                                                             | Laurent Dubreuil                                                | Wataru Morishige                                                                |
| 1000 metrów      | Jordan Stolz                                                             | Thomas Krol                                                     | Cornelius Kersten                                                               |
| 1500 metrów      | Jordan Stolz                                                             | Kjeld Nuis                                                      | Thomas Krol                                                                     |
| 5000 metrów      | Patrick Roest                                                            | Davide Ghiotto                                                  | Bart Swings                                                                     |
| 10 000 metrów    | Davide Ghiotto                                                           | Jorrit Bergsma                                                  | Ted-Jan Bloemen                                                                 |
| Start masowy     | Bart Swings                                                              | Bart Hoolwerf                                                   | Andrea Giovannini                                                               |
| Bieg drużynowy   | Holandia · Marcel Bosker · Patrick Roest · Beau Snellink                 | Kanada · Antoine Gélinas-Beaulieu · Connor Howe · Hayden Mayeur | Norwegia · Allan Dahl Johansson · Peder Kongshaug · Sverre Lunde Pedersen       |
| Sprint drużynowy | Kanada · Laurent Dubreuil · Christopher Fiola · Antoine Gélinas-Beaulieu | Holandia · Wesly Dijs · Hein Otterspeer · Merijn Scheperkamp    | Norwegia · Håvard Holmefjord Lorentzen · Bjørn Magnussen · Henrik Fagerli Rukke |